# Masked Singer (Hrvatska)
Masked Singer Hrvatska, hrvatski je pjevački reality show koji je premijerno prikazan 2. travnja 2022. na RTL-u.
Show je hrvatska inačica američkoga showa The Masked Singer, koja je pak nadahnuta The King of Mask Singer (kor. Bongmyeon ga-wangom), MBC-jevim južnokorejskim formatom.
Cilj je otkriti tko pjeva pod raskošnim maskama koje za hrvatsku inačicu potpisuje modni dizajner Juraj Zigman, što pokušavaju otkriti detektivi koji prate njihov nastup uživo. Natjecatelji ni u jednomu trenutku ne smiju otkriti svoj pravi identitet, pokazati svoj izgled i pravi glas, niti nešto što bi moglo otkriti njihov pravi identitet prije vremena. Isključivo za potrebe snimanja showa izgrađen je zasebni studio.
RTL je 16. veljače 2023. najavio novu sezonu, s Antonijom Blaće kao članicom detektivske ekipe uz Borka Perića, Sašu Lozara i Nives Celzijus, dok 20. veljače najavljuje Nikolinu Pišek kao voditeljicu.

## Pravila
Nakon pjevačkih dvoboja, ostaju maske koje imaju najmanje glasova publike, a ponekad dobivaju mogućnost otpjevati još jednu pjesmu.
Maska koja ima najmanji broj glasova publike razotkriva se i napušta show.

## Voditelj i detektivi
Voditeljica
     Detektiv
| Antonija Blaće  | ● | ● |
| Nikolina Pišek  |   | ● |
| Borko Perić     | ● | ● |
| Ida Prester     | ● |   |
| Antonija Mandić | ● |   |
| Enis Bešlagić   | ● |   |
| Nives Celzijus  |   | ● |
| Saša Lozar      |   | ● |

## Sezone
| Sezona | Sezona | Broj emisija | Prvo prikazivanje | Prvo prikazivanje | Pobjednik             | Drugo mjesto                     | Treće mjesto                   |
| Sezona | Sezona | Broj emisija | Premijera         | Finale            | Pobjednik             | Drugo mjesto                     | Treće mjesto                   |
| ------ | ------ | ------------ | ----------------- | ----------------- | --------------------- | -------------------------------- | ------------------------------ |
|        | 1.     | 10           | 2. travnja 2022.  | 4. lipnja 2022.   | Zsa Zsa kao Meduza    | Vladimir Šola kao Ajkula Drakula | Emilija Kokić kao Dalmatinka   |
|        | 2.     | 8            | 11. ožujka 2023.  | 29. travnja 2023. | Damir Kedžo kao Tovar | Zoran Šprajc kao Medo            | Hiljson Mandela kao Čudnovište |

## Natjecatelji

### Prva sezona (2022.)
| Maska           | Osoba                   | Zanimanje                                             | Mjesto       |
| --------------- | ----------------------- | ----------------------------------------------------- | ------------ |
| Meduza          | Jelena Žnidarić Zsa Zsa | pjevačica                                             | Pobjednica   |
| Ajkula Drakula  | Vladimir Šola           | bivši rukometni vratar                                | Drugo mjesto |
| Dalmatinka      | Emilija Kokić           | pjevačica                                             | Treće mjesto |
| Torpedo         | Dražen Turina Šajeta    | pjevač                                                | Eliminirani  |
| Slatkač         | Filip Rudan             | pjevač                                                | Eliminirani  |
| Licitarsko Srce | Marijana Batinić        | televizijska voditeljica                              | Eliminirani  |
| Tintilinić      | Ella Dvornik            | lifestyle blogerica, influencerica i bivša glazbenica | Eliminirani  |
| Punjena Paprika | Zlatan Zuhrić           | glumac, komičar i televizijski voditelj               | Eliminirani  |
| Majka Zemlja    | Sandra Bagarić          | operna pjevačica i glumica                            | Eliminirani  |
| Kiborg          | Andrea Andrassy         | influencerica, spisateljica, kolumnistica i komičarka | Eliminirani  |
| Galeb           | Emir Hadžihafizbegović  | glumac                                                | Eliminirani  |
| Balthazar       | Senna M                 | umirovljeni pjevač                                    | Eliminirani  |

### Druga sezona (2023.)
| Maska           | Osoba                    | Zanimanje                     | Mjesto       |
| --------------- | ------------------------ | ----------------------------- | ------------ |
| Tovar           | Damir Kedžo              | pjevač                        | Prvo mjesto  |
| Medo            | Zoran Šprajc             | voditelj i novinar            | Drugo mjesto |
| Čudnovište      | Hiljson Mandela          | hip-hop glazbenik             | Treće mjesto |
| Leptir          | Ivana Mišerić            | radijska voditeljica          | Eliminirani  |
| Kraljica        | Jadranka Kosor           | hrvatska političarka          | Eliminirani  |
| Vrtni patuljak  | Miran Kurspahić          | glumac                        | Eliminirani  |
| Pantera         | Mila Elegović            | glumica i pjevačica           | Eliminirani  |
| Banana          | Edin Mehmedović          | osobni trener                 | Eliminirani  |
| Joker           | Mirta Miller             | influencerica                 | Eliminirani  |
| Flamingica      | Sementa Rajhard          | glumica i pjevačica           | Eliminirani  |
| Pasta i Četkica | Martin i Valent Sinković | veslači                       | Eliminirani  |
| Dino            | Nika Fleiss              | bivša skijašica i poduzetnica | Eliminirani  |

## Vanjske poveznice
- Službena stranica pri RTL Hrvatska
- Masked Singer Hrvatska u internetskoj bazi filmova IMDb-a